# Medaile Za mateřství
Medaile Za mateřství (bulharsky: Медал за майчинство) bylo vyznamenání Bulharské lidové republiky založené roku 1950. Udílení tohoto vyznamenání mělo v zemi podpořit natalitu.

## Historie a pravidla udílení
Medaile byla založena 13. prosince 1950 společně s Medailí za bojové zásluhy a Medailí Za vynikající práci výnosem prezidia Národního shromáždění č. 649. Jejím prototypem byla pravděpodobně sovětská Medaile mateřství založená roku 1944. Obě medaile se podobaly svým vzhledem i statutem. Medaile byla původně udílena ve dvou třídách. V roce 1966 byla reformována. Byl změněn vzhled medaile a nadále zůstala zachována pouze jediná třída. Medaile byly raženy ve státní mincovně v Sofii. Naposledy byl řád udělen 31. prosince 1989.
Po pádu komunistického režimu byla medaile zrušena.

## Třídy
Medaile byla od svého založení v roce 1950 udílen ve dvou třídách. I. třída byla původně udílena za výchovu čtyř dětí a II. třída za výchovu tří dětí. V roce 1966 byla II. třída medaile zrušena. I. třída byla od té doby udílena za výchovu tří a více dětí.
- I. třída
- II. třída

## Insignie
Medaile I. třídy byly vyrobeny ze žlutého kovu, medaile II. třídy z bílého kovu. Na přední straně byla vyobrazena žena v roli matky a dvě děti. Nad nimi byl portrét Georgiho Dimitrova. Na zadní straně byl nápis v cyrilici Медал за майчинство (medaile za mateřství).
Medaile I. třídy se nosily na kovové destičce s barevně smaltovanou bulharskou vlajkou. Medaile II. třídy se nosily na stuze světle modré barvy.